# Jean-Luc Bergen
Jean-Luc Bergen (Oranjestad, 8 december 1988) is een Arubaans voormalig voetballer die doorgaans als middenvelder speelde. Hij speelde voor de Nederlandse amateurclubs VSV TONEGIDO en FC Boshuizen. Daarnaast speelde hij op Aruba bij SV Racing Club Aruba.
In 2011 werd hij geselecteerd voor het Arubaans voetbalelftal en maakte zijn debuut tegen St. Lucia. In 2012 won hij met het nationale elftal de 3e editie van de ABCS-toernooi. In 2018 kwam hij voor het nationaal team uit in de FIFA World Cup kwalificatie wedstrijden.

## Erelijst
| Competitie               |        |                                    |     |     |
| Competitie               | Aantal | Jaren                              |     |     |
| RCA                      | RCA    | RCA                                | RCA | RCA |
| ------------------------ | ------ | ---------------------------------- | --- | --- |
| Arubaanse Division Honor | 3x     | 2014/15, 2015/16, 2018/19          |     |     |
| Betico Croes Beker       | 4x     | 2015/16, 2019/20, 2020/21, 2021/22 |     |     |
| Aruba                    |        |                                    |     |     |
| ABCS-toernooi            | 1x     | 2012                               |     |     |